# Brigade spéciale (film, 1976)
Pour les articles homonymes, voir Brigade spéciale.
Pour plus de détails, voir Fiche technique et Distribution.
Brigade spéciale (Roma a mano armata) est un film italien réalisé par Umberto Lenzi, sorti en 1976.
Le film suit le commissaire Tanzi qui doit quitter Milan. Sommé de respecter la loi et le protocole en matière de procédures, on tente de lui faire la leçon sur ses méthodes brutales, jugées par trop expéditives. Sa mutation à Rome et Vincenzo Moretto dit « Le Bossu », un psychopathe de la pire engeance qui y sévit, ont raison de ces bonnes résolutions.
Il a remporté un grand succès auprès du public et a lancé Lenzi comme spécialiste du genre poliziottesco.

## Synopsis
Le commissaire Tanzi, après avoir reçu un tuyau, fait une descente avec ses hommes dans un tripot clandestin appartenant à Ferrender, un parrain du Milieu marseillais. L'endroit n'a pourtant rien d'illégal. Cependant, Tanzi reconnaît Savelli, un des hommes de Ferrender, et l'arrête. Au poste de police, Tanzi le rosse pour le faire parler, mais Savelli ne dit rien et son avocat le fait libérer pour vice de forme. 
Le jour suivant, Savelli et d'autres hommes font un braquage au cours duquel un garde se fait tuer. Tanzi se rend dans un abattoir où travaille un certain Moretto, dit « le Bossu », le beau-frère de Savelli. Le Bossu ne se montre pas coopératif, mais Tanzi parvient à le piéger en cachant de la drogue dans sa voiture, ce qui lui donne une excuse pour l'arrêter. Au poste de police, le Bossu refuse toujours de parler, et Tanzi le rosse sauvagement. Alors qu'il bénéficie de quelques secondes de répit aux toilettes, le Bossu en profite pour se couper les veines des poignets. En quittant le commissariat, ses marques aux poignets choquent les autres agents de police car ils sont persuadés que Tanzi en est l'auteur. Pour cette raison, le vice-questeur passe un savon à Tanzi et le rétrograde au poste subalterne de préposé aux licences des commerces. 
Le Bossu organise entre-temps l'enlèvement d'Anna, la compagne de Tanzi qui travaille comme magistrate. Il l'enferme dans le coffre d'une voiture qui doit se faire broyer dans une casse. Anna réchappe juste à temps à une mort atroce et est emmené à l'hôpital où Tanzi vient la voir. Mais la jeune femme est incapable de donner la moindre indication sur le coupable en raison du grand stress et de la peur qu'elle a ressentis. À la fin de la visite, le médecin remet au commissaire une balle que la petite amie tenait dans une main au moment de son admission. Réalisant alors qui est le coupable, il se rend chez le Bossu et le force à avaler cette balle pour l'humilier. Le Bossu effectue l'opération sans sourciller, et termine par un rot sonore. 
La nuit, un groupe de jeunes gens de bonne famille harcèle un jeune couple arrêté dans une voiture. Ils passent le garçon à tabac, l'enferment dans le coffre et violent la fille. Le garçon parvient à s'échapper et, croisant Tanzi dans sa course, lui indique où se trouvent les criminels. Tanzi se lance à la poursuite des violeurs, qui se sont réfugiés dans un club monarchiste. Il en bat certains, puis les poursuit dans son Alfa Romeo Alfetta. Tanzi finit par causer la mort de l'un d'entre eux, après que ce dernier ait tenté de le renverser avec sa propre voiture. 
Le jour suivant, le commissaire adjoint Caputo blanchit Tanzi de toute culpabilité. Peu après, une femme lui demande de venir en aide à sa fille Marta, qui est tombée sous l'emprise de la drogue. Le commissaire découvre que la jeune fille a été piégée par le trafiquant de drogue Tony Parenzo. Il parvient à localiser la maison où la jeune fille a été emmenée, mais lorsqu'il arrive, elle a déjà fait une overdose et Parenzo s'est enfui. Tanzi le rattrape et le menace pour obtenir des informations sur Ferrender. Mais, alors qu'il est sur le point de parler, Parenzo est tué par un coup de feu tiré depuis une voiture. 
Entre-temps, un autre braquage est en cours : c'est encore Savelli et deux autres complices qui l'exécutent mais Tanzi parvient cette fois à intervenir à temps ; grâce à un stratagème, il s'introduit dans la banque, tue les braqueurs et libère les otages. Un pompiste, quant à lui, identifie le Bossu, qui parvient à échapper à la police avec l'aide d'une ambulance. Dans le même temps, Tanzi découvre un dossier sur Ferdinando Gerace, un personnage que le commissaire avait déjà rencontré alors qu'il était préposé aux licences commerciales.
Tanzi se rend dans une remise appartenant à Gerace et il y retrouve le Bossu qui s'y cache avec ses complices. Pourtant, le Bossu parvient à avoir le dessus et, bravache, lui avoue avoir tué Ferrender. Caputo, tapi à l'extérieur du hangar, fait irruption et ordonne au Bossu de se rendre. Une fusillade éclate au cours de laquelle Caputo se fait tuer par le Bossu qui se fait lui-même éliminer par Tanzi.

## Fiche technique
- Titre original italien : Roma a mano armata
- Titre français : Brigade spéciale ou SOS Jaguar à main armée ou À main armée[2]
- Réalisation : Umberto Lenzi
- Scénario : Dardano Sacchetti d'après une idée d'Umberto Lenzi
- Photographie : Federico Zanni
- Montage : Daniele Alabiso
- Musique: Franco Micalizzi
- Effets spéciaux : Gino Vagniluca
- Production : Mino Loy, Luciano Martino
- Sociétés de production : Dania Film, Medusa Distribuzione, National Cinematografica
- Pays de production :  Italie
- Langue originale : italien
- Genre : poliziottesco
- Format : Couleur (Eastmancolor) - 2,35:1 - son mono - 35 mm
- Durée : 95 minutes (1h35)
- Sortie :
  - Italie : 25 février 1976
  - France : 24 septembre 1980[2]

## Distribution
- Maurizio Merli (VF : Richard Leblond) : commissaire Leonardo Tanzi
- Tomás Milián (VF : Albert Augier) : Vincenzo Moretto, dit « Le Bossu »
- Maria Rosaria Omaggio : Anna, la juge pour enfants
- Ivan Rassimov : Tony Parenzo
- Arthur Kennedy : Vice-questeur Ruini
- Giampiero Albertini : Commissaire adjoint Caputo
- Biagio Pelligra : Savelli
- Aldo Barberito (it) : Maréchal Pogliana
- Stefano Patrizi Stefano
- Luciano Catenacci : Ferdinando Gerace
- Carlo Alighiero : l'avocat de Savelli
- Tom Felleghy : Juge Bennato
- Carlo Gaddi : ambulancier
- Claudio Nicastro (it) : receveur
- Valentino Macchi Franco
- Alessandra Cardini (it) : Sandra Savelli
- Gabriella Lepori (it) : Marta Assante
- Maria Rosaria Riuzzi : Paola
- Corrado Solari (it) : Albino
- Mara Mariani : la veuve d'Assante
- Fulvio Mingozzi : Colantuoni
- Filippo De Gara (it) : Informateur de police
- Dante Cleri (it) : député

## Production
Après La Rançon de la peur, qui s'orientait plus vers le film noir urbain que le poliziottesco proprement dit, Umberto Lenzi revient au film policier classique, dont il deviendra l'un des maîtres.
À l'origine, le film devait s'intituler Roma ha un segreto (litt. « Rome a un secret ») et consistait en une histoire d'espionnage se déroulant dans le Trastevere,. Lenzi rejette toutefois ce scénario, estimant qu'une histoire d'espionnage à Rome ne serait pas crédible. Il propose alors à Martino de réaliser un film documentant la violence dans les rues de Rome à l'époque. La proposition du réalisateur est acceptée et une semaine plus tard, Dardano Sacchetti se met à rédiger le scénario,. Le film est tourné à Rome pour réitérer le succès de Rome violente, réalisé par Marino Girolami en 1975. Brigade spéciale reprend de ce film le schéma narratif en mosaïque et Maurizio Merli y joue presque le même rôle de commissaire (appelé ici Tanzi au lieu de Betti). La scène de course-poursuite en voiture a été tournée dans le quartier de l'EUR.
Lenzi a déclaré que le personnage du Bossu lui a été inspiré par un boucher qu'il a rencontré dans son enfance. De plus, un individu surnommé Gobbo del Quarticciolo (dont le vrai nom était Giuseppe Albano) a réellement existé à Rome.
Pour le personnage de Ferrender, le réalisateur s'est inspiré d'un mafieux qui a fait beaucoup parler de lui à l'époque : un certain Jacques Berenguer, appartenant au Milieu marseillais. 

### Attribution des rôles
Brigade spéciale est né du désir du producteur Luciano Martino d'exploiter le filon poliziottesco, qui était alors au sommet de son succès auprès du public. Pour ce faire, Martino a fait appel aux deux acteurs les plus renommés du genre à l'époque, à savoir Maurizio Merli et Tomás Milián. Mais Milián exigeait beaucoup plus d'argent que Merli, alors Martino a décidé de lui faire faire une « apparition extraordinaire », c'est-à-dire qu'il a payé l'acteur pour quelques jours de travail seulement, mais son nom a été inscrit sur les panneaux d'affichage à côté de celui de Maurizio Merli.

### Bande originale
La bande son est l'œuvre de Franco Micalizzi ; elle comprend également la chanson Roma parlaje tu du duo I Vianella (it) déjà entendu dans le film Storia de fratelli e de cortelli (1973) de Mario Amendola. Quant à la chanson Se l'avrebbe saputo, elle a été composée par Roberto Donati et Fiamma Maglione (it).

## Exploitation

### Accueil public
Il sort dans les salles italiennes le 25 février 1976. Il trouve son public, enregistrant 2 111 437 entrées et rapportant 1 617 361 000 lires de l'époque, ce qui le place en 43e position du box-office Italie 1975-1976.
Le personnage du Bossu (Tomás Milián) a été perçu comme un personnage anti-bourgeois et prolétaire, profanant les traditions familiales, les valeurs religieuses et les autorités politiques. Le fait d'opposer un tel personnage à un commissaire (Maurizio Merli) implacable, obtus, voire « fasciste », a conduit une majorité du public de l'époque à s'identifier au Bossu. Le scénariste Dardano Sacchetti raconte dans un épisode de l'émission Stracult (it) que lors de la première du film, les spectateurs ont même hué Maurizio Merli, qui a quitté la salle en larmes.
Umberto Lenzi a déclaré que cet effet était intentionnel : « Il y a toujours quelque chose dans mes films de l'ordre de la subversion et de la libération. Il y a deux films dans lesquels j'ai essayé de donner cette dimension contestataire : Brigade spéciale et Échec au gang ».

### Accueil critique
À l'époque, le film a été accueilli par les critiques italiens avec des accusations de fascisme et d'apologie de l'auto-défense, c'est-à-dire les accusations adressées habituellement à la plupart des films du genre poliziottesco. Cependant, il y a eu aussi des critiques semi-positives, qui ont souligné la structure narrative du film et le caractère spectaculaire des scènes d'action.
Ces dernières années, le film a été largement réévalué, et est considéré comme un jalon dans le genre poliziottesco, notamment en France par Jean-Baptiste Thoret qui lui a consacré une conférence au Centre des arts d'Enghien-les-Bains en janvier 2014. Thoret remarque notamment qu'il n'y pas du tout de psychologie dans le film, ne laissant de place qu'à l'action pure ou au slogan politique, comme cette accusation faite au Commissaire Tanzi (Maurizio Merli) dans le film « tu te prends pour un kamikaze de la violence d'État ». D'après Thoret, dès que Tanzi se rend quelque part, il est confronté à des explosions de violence, et on peut se demander quelle responsabilité la justice expéditive de Tanzi a dans le surgissement d'un telle violence. Par rapport au message politique du film, Thoret note que les accusations de fascisme à l'encontre du film sont ironiques puisque le réalisateur, les producteurs et les scénaristes du film sont tous plus ou moins affiliés au parti communiste italien.   
D'après le site Psychovision, « Lenzi aime ces intrigues bourrines et ces personnages directs, il aime le franc-parler, le langage des rues, les règlements de comptes, et tant pis pour les bien-pensants. Tant pis aussi pour le scénario, qui à force de présenter des méchants et des cadavres à foison, à force de présenter plusieurs affaires sans lien apparent avec le "gang des marseillais" (le gang central au début du film), réglées plus ou moins rapidement (exemple typique : les voleurs à la tire qui croisent la route de Tanzi) finit par devenir bordélique. On lui pardonnera aisément : le film est suffisamment énergique et méchant pour séduire, et, même, il aurait perdu de son panache à être trop travaillé. »

## Postérité et clins d'œil
Le film a eu une suite en 1977, réalisée par le même Umberto Lenzi : Le Cynique, l'Infâme et le Violent. Le personnage du Bossu revient dans Échec au gang (1977), également réalisé par Umberto Lenzi et avec Milian. Ce dernier joue deux personnages, le protagoniste ainsi que son alter ego Poubelle. Le personnage de Poubelle était déjà apparu dans le film La Mort en sursis (1976), toujours d'Umberto Lenzi, et qui apparaîtra plus tard également dans le film L'exécuteur vous salue bien (1977) de Stelvio Massi.
Dans le film, il y a un clin d'œil à La Rançon de la peur (1974), lorsque le jeune monarchiste effraie le couple de prolétaires dans la voiture et fait des grimaces à la fenêtre comme Giulio Sacchi avant d'enlever Marilù. Cette scène est entre autres inspirée par le massacre du Circeo.
En revanche, il n'y a aucun lien entre ce film et deux autres poliziotteschi sortis dans les mois suivants : Opération Jaguar (Italia a mano armata) de Franco Martinelli et L'Homme sans pitié (Genova a mano armata) de Mario Lanfranchi : il était en effet courant pour les réalisateurs et producteurs de ce genre cinématographique de donner à leurs films des titres qui rappelaient des films précédents ayant connu un succès commercial, afin d'attirer davantage de spectateurs dans les salles.